# The National Schifflange
The National Schifflange was een Luxemburgse voetbalclub uit Schifflange. De club speelde 31 seizoenen in de hoogste klasse en won één titel en beker. 

## Geschiedenis
De club speelde in 1919/20 voor het eerst in de tweede klasse en eindigde op een gedeelde eerste plaats met US Rumelange en Red Boys Differdange, er kwam een play-off voor promotie en National verloor beide wedstrijden en liep de promotie mis. Het volgende seizoen slaagde de club er wel in de promotie te behalen maar werd laatste in de hoogste klasse. Het volgende seizoen eindigde met een nieuwe degradatie en de club verdween voor vier jaar van het toneel en keerde dan terug naar de tweede klasse en kon na drie seizoenen de titel veroveren met één punt voorsprong op Stade Dudelange. Het tweede seizoen in de eerste klasse was opnieuw geen succes en de club moest een play-off spelen tegen Stade Dudelange om zich van het behoud te verzekeren en won met 2-0. Na een paar seizoenen middenmoot degradeerde National in 1934. Door een competitieuitbreiding van 8 naar 10 clubs kon de club na één seizoen terugkeren ondanks een derde plaats. Op vier jaar tijd degradeerde en promoveerde de club twee keer. In 1938 bereikte de club voor het eerst de bekerfinale en verloor deze met 1-0 van Stade Dudelange. Twee jaar later eindigde de club vierde in de competitie. Na WOII eindigde de club in de betere middenmoot en in 1950 werd de club voor het eerst vicekampioen, achter Stade Dudelange. Het volgende seizoen moest het Jeunesse d'Esch laten voorgaan maar in 1952 kon de club eindelijk zegevieren en haalde het de landstitel binnen. 
Deze overwinning werd echter gevolgd door een achtste plaats en de volgende jaren eindigde de club in de middenmoot tot een nieuwe degradatie volgde in 1957. The National won meteen de titel in tweede en keerde terug. Na een moeilijk seizoen ging het de club opnieuw voor de wind in 1960 met een vijfde plaats in de competitie en een overwinning in de bekerfinale van 3-0 tegen, jawel, Stade Dudelange. De club speelde wel niet Europees, de Europacup II was in 1960/61 nog maar aan zijn eerste editie toe en er namen slechts 10 clubs deel, uit de grotere landen. In 1965 degradeerde de club opnieuw en moest dit keer zes jaar wachten op een terugkeer naar het hoogste niveau. Na drie seizoenen degradeerde de club voorgoed uit de hoogste klasse. In 1974/75 haalde de club maar twee punten en werd afgetekend laatste en verdween naar de derde klasse. In de jaren 80 was de club al weggezakt tot in de vijfde klasse en kon in 1987 nog eens in de derde klasse spelen. In 1993 speelde de club weer in de tweede klasse en degradeerde na twee seizoenen opnieuw. In 1995 fusioneerde de club met AS Schifflange en werd zo FC Schifflange '95.  

## Erelijst
Landskampioen
winnaar (1): 1952
Beker van Luxemburg
Winnaar (1): 1960
Finalist (1): 1938